# 世界遺産を保有していない国の一覧
世界遺産を保有していない国の一覧（せかいいさんをほゆうしていないくにのいちらん）では、世界遺産条約を締約しているにも拘らず、国内に世界遺産を1件も持っていない国々の情報を提供する。UNESCOの世界遺産委員会は1994年に「世界遺産リストにおける不均衡の是正及び代表性、信用性確保のためのグローバル・ストラテジー」（以下、単に「グローバル・ストラテジー」）を採択し、地域的にはヨーロッパに偏重していたかつての登録を是正し、世界遺産リストが真に世界を代表する文化遺産・自然遺産などの一覧となることを目指している。しかし、2025年の第47回世界遺産委員会登録分までを考慮する範囲では、世界遺産条約を締約している196か国中、世界遺産を持たない国は26か国ある。
以下で単に「条約」とするのは世界遺産条約のことで、「批准」（Ratification）、「承認」（acceptance）の区分は世界遺産センターの記載に従う。

## 問題の所在
世界遺産として推薦するためには、推薦書を整備する必要がある。その際、推薦資産の性質によっては、その顕著な普遍的価値を証明するために、外部の専門家に協力を依頼するなど、多額の費用が必要となる場合がある。沖縄の琉球王国のグスク及び関連遺産群の推薦時には、推薦書作成に1億円以上かかったという。発展途上国に対しては、世界遺産基金から推薦費用を助成する仕組みもあるが、それ自体が希望するすべての国に拠出されるものではなく、結果として世界遺産を推薦しても、書類不備などを理由に正式な審議にたどり着けない国々が生まれる一因となっている。なお、世界遺産基金は本来、世界遺産の保全のために設定されたものであって推薦準備にばかり割くべきではない上に、パレスチナのUNESCO加盟によってアメリカが分担金の支払いを停止したことによる財源問題が深刻になっている。
世界遺産委員会の審議では45件までという上限が存在し、それを超える推薦があった場合、まず「世界遺産を持たない国」、次に「世界遺産を3件以下しか持たない国」の順に優先されることが決められていた。だからといって、そういった国の推薦資産を優遇して、安易に登録していくことには問題もある。2011年の第35回世界遺産委員会では、諮問機関の勧告通りに登録された物件の数よりも、諮問機関が「情報照会」「登録延期」と勧告していたにもかかわらず、逆転で登録された物件の方が多くなる事態が起こった。これは世界遺産条約発効後初めてのことであったが、勧告を覆す逆転登録の増加傾向はその前年から見られた現象である。その背景のひとつとして、グローバル・ストラテジーに基づいて未登録国や登録件数が少ない国の世界遺産を優遇しようとする動きが、委員国に見られることを挙げる者もいる。だが、世界遺産としての顕著な普遍的価値の証明が不十分であったり、保護・管理計画に不備がある物件を安易に登録することには、世界遺産委員会の場でも、IUCNから懸念が示された。

## 世界遺産登録の歴史
前提となる参考情報として、すでに世界遺産を登録している国々について、最初に登録されたのが何年なのかを地域別に示す。ソビエト社会主義共和国連邦、ユーゴスラビア社会主義連邦共和国などの現存しない国家の登録物件は、現在の保有国で分類している。*印がついている国は、世界遺産を3件以下しか持っていない国である（エルサレムは特殊なので除く）。
| 登録年 | アジア                                 | アフリカ                                                | オセアニア                    | 北・中央アメリカ                | 南アメリカ              | ヨーロッパ                                                                             |
| ------ | -------------------------------------- | ------------------------------------------------------- | ----------------------------- | ------------------------------- | ----------------------- | -------------------------------------------------------------------------------------- |
| 1978年 |                                        | エチオピア セネガル                                     |                               | アメリカ合衆国 カナダ           | エクアドル              | ドイツ ポーランド                                                                      |
| 1979年 | イラン シリア ネパール                 | エジプト ガーナ* コンゴ民主共和国 タンザニア チュニジア |                               | グアテマラ                      |                         | イタリア 北マケドニア* クロアチア セルビア ノルウェー フランス ブルガリア モンテネグロ |
| 1980年 | パキスタン                             | アルジェリア                                            |                               | パナマ ホンジュラス*            | ブラジル                | キプロス* マルタ*                                                                      |
| 1981年 | エルサレム（ヨルダンによる申請）       | ギニア共和国* モロッコ                                  | オーストラリア                |                                 | アルゼンチン            |                                                                                        |
| 1982年 | イエメン スリランカ                    | コートジボワール セーシェル* リビア                     |                               | キューバ ハイチ*                |                         |                                                                                        |
| 1983年 | インド                                 |                                                         |                               | コスタリカ                      | ペルー                  | スイス ポルトガル                                                                      |
| 1984年 | レバノン                               | ジンバブエ マラウイ*                                    |                               |                                 | コロンビア              | スペイン バチカン市国*                                                                 |
| 1985年 | イラク トルコ バングラデシュ* ヨルダン | ベナン*                                                 |                               |                                 |                         |                                                                                        |
| 1986年 |                                        |                                                         | ニュージーランド              |                                 |                         | イギリス ギリシア スロベニア                                                           |
| 1987年 | オマーン 中華人民共和国                | カメルーン*                                             |                               | メキシコ                        | ボリビア                | ハンガリー                                                                             |
| 1988年 |                                        | 中央アフリカ共和国* マリ共和国                          |                               |                                 |                         |                                                                                        |
| 1989年 |                                        | ザンビア* モーリタニア*                                 |                               |                                 |                         |                                                                                        |
| 1990年 | ウズベキスタン                         | マダガスカル*                                           |                               | ドミニカ共和国*                 |                         | ウクライナ ロシア連邦                                                                  |
| 1991年 | インドネシア タイ                      | ニジェール* モザンビーク*                               |                               |                                 |                         | スウェーデン フィンランド ルーマニア                                                   |
| 1992年 | カンボジア                             |                                                         |                               |                                 |                         | アルバニア チェコ ベラルーシ                                                           |
| 1993年 | 日本 フィリピン ベトナム               |                                                         |                               | エルサルバドル*                 | パラグアイ* ベネズエラ* | アイルランド* スロバキア                                                               |
| 1994年 |                                        | ウガンダ*                                               |                               |                                 |                         | ジョージア デンマーク リトアニア ルクセンブルク*                                       |
| 1995年 | 大韓民国 ラオス                        |                                                         |                               |                                 | ウルグアイ* チリ        | オランダ                                                                               |
| 1996年 |                                        |                                                         |                               | ベリーズ*                       |                         | アルメニア* オーストリア                                                               |
| 1997年 |                                        | ケニア                                                  |                               | ドミニカ国*                     |                         | エストニア* ラトビア*                                                                  |
| 1998年 |                                        |                                                         | ソロモン諸島*                 |                                 |                         | ベルギー                                                                               |
| 1999年 | トルクメニスタン                       | ナイジェリア* 南アフリカ共和国                          |                               | セントクリストファー・ネイビス* |                         |                                                                                        |
| 2000年 | アゼルバイジャン マレーシア            |                                                         |                               |                                 | ニカラグア* スリナム*   |                                                                                        |
| 2001年 | イスラエル                             | ボツワナ*                                               |                               |                                 |                         |                                                                                        |
| 2002年 | アフガニスタン*                        |                                                         |                               |                                 |                         |                                                                                        |
| 2003年 | カザフスタン モンゴル                  | ガンビア* スーダン*                                     |                               |                                 |                         |                                                                                        |
| 2004年 | 朝鮮民主主義人民共和国*                | トーゴ*                                                 |                               | セントルシア*                   |                         | アイスランド* アンドラ*                                                                |
| 2005年 | バーレーン*                            |                                                         |                               |                                 |                         | ボスニア・ヘルツェゴビナ モルドバ*                                                     |
| 2006年 |                                        | モーリシャス*                                           |                               |                                 |                         |                                                                                        |
| 2007年 |                                        | ガボン* ナミビア*                                       |                               |                                 |                         |                                                                                        |
| 2008年 | サウジアラビア                         |                                                         | バヌアツ* パプアニューギニア* |                                 |                         | サンマリノ*                                                                            |
| 2009年 | キルギス*                              | カーボベルデ* ブルキナファソ                            |                               |                                 |                         |                                                                                        |
| 2010年 | タジキスタン                           |                                                         | キリバス* マーシャル諸島*     |                                 |                         |                                                                                        |
| 2011年 | アラブ首長国連邦*                      |                                                         |                               | バルバドス*                     |                         |                                                                                        |
| 2012年 | パレスチナ                             | コンゴ共和国* チャド*                                   | パラオ*                       |                                 |                         |                                                                                        |
| 2013年 | カタール*                              | レソト*                                                 | フィジー*                     |                                 |                         |                                                                                        |
| 2014年 | ミャンマー*                            |                                                         |                               |                                 |                         |                                                                                        |
| 2015年 | シンガポール*                          |                                                         |                               | ジャマイカ*                     |                         |                                                                                        |
| 2016年 |                                        |                                                         | ミクロネシア連邦*             | アンティグア・バーブーダ*       |                         |                                                                                        |
| 2017年 |                                        | アンゴラ* エリトリア*                                   |                               |                                 |                         |                                                                                        |
| 2023年 |                                        | ルワンダ*                                               |                               |                                 |                         |                                                                                        |
| 2025年 |                                        | ギニアビサウ* シエラレオネ*                             |                               |                                 |                         |                                                                                        |

## アジア
アジアには、登録件数で世界第2位（60件）の中国、第6位（44件）のインドなど、数多くの世界遺産を抱える国がある一方で、東南アジアから西アジアにかけて未登録国が存在している。

### クウェート
クウェートの条約批准は2002年のことで、暫定リストには
- ファイラカ島のサアードとサアイード地域（Sa'ad and Sae'ed Area in Failaka Island, 2013年記載）
- アブラジ・アル＝クウェート（Abraj Al-Kuwait,  2014年記載）
- シェイフ・アブドゥッラー・アル＝ジャビル宮殿（Sheikh Abdullah Al-Jabir Palace, 2015年記載）
- ブビヤン島とムバーラク・アル＝カビール海洋保護区（Boubyan Island and Mubarak Al-Kabeer Marine Reserve (MAKMR), 2017年記載）

の4件が記載されている。

### 東ティモール
東ティモールは2016年に条約を批准したが、暫定リストへの記載は1件もない。

### ブータン

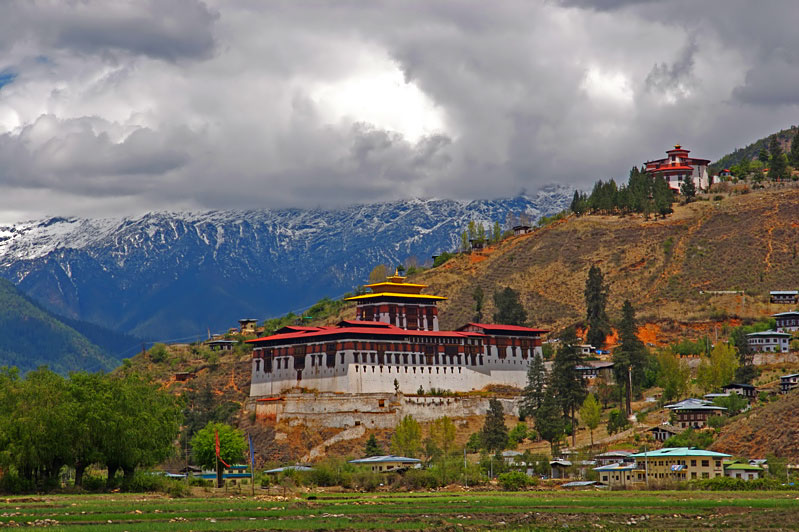
パロ谷のゾン

ブータンの条約批准は2001年のことである。暫定リストには、
- ドゥゲ・ゾンの古跡（Ancient Ruin of Drukgyel Dzong）
- ゾン群 : 世俗的権威および宗教的権威の中心地（Dzongs: the centre of temporal and religious authorities (Punakha Dzong, Wangdue Phodrang Dzong, Paro Dzong, Trongsa Dzong and Dagana Dzong)）
- パジョ・ドゥコム・シクポとその後継者たちに縁のある聖所群（Sacred Sites associated with Phajo Drugom Zhigpo and his descendants）
- タムシン僧院（Tamzhing Monastery）
- ロイヤル・マナス国立公園（Royal Manas National Park (RMNP)）
- ジグメ・ドルジ国立公園（Jigme Dorji National Park (JDNP)）
- ボンデリン野生生物保護区（Bumdeling Wildlife Sanctuary）
- サクテン野生生物保護区（Sakteng Wildlife Sanctuary (SWS)）

の8件が記載されている（いずれも2012年の記載）。

### ブルネイ
ブルネイは2011年に条約を批准したが、暫定リストへの記載は1件もない。

### モルディブ
モルディブの条約承認は1986年のことである。第12回世界遺産委員会（1988年）では、
- マレ金曜モスク（Malé Friday Mosque）
- フェンフシ金曜モスク（Fenfushi Hukuru Miskiy）
- ヴァドゥ金曜モスク（Vadhoo Hukuru Miskiy）
- イード・モスク（Eid Miskiy）
- ウティーム・ガドゥヴァル（Utheemu Gaduvaru）

という5件を推薦したが、審議結果は全て「登録延期」だった。
モルディブはそれらのほとんどを暫定リストから除外し、2008年には
- 墓所とミナレットを囲むマレ金曜モスク（Male’ Hukuru Miskiy / enclosing cemetery and Minaret）

という1件のみを掲載していた。しかし、2013年になると、マレ金曜モスク、イード・モスク、フェンフシ金曜モスクほか3件の珊瑚を建材に使ったモスクをひとまとめに再編し、
- モルディブの珊瑚造りのモスク群（Coral Stone Mosques of Maldives）

として記載し直した。2023年時点の暫定リスト掲載物件はこの1件のみである。

## アフリカ
アフリカは21世紀になってから登録国が増えているが、未登録国が残っている。

### エスワティニ

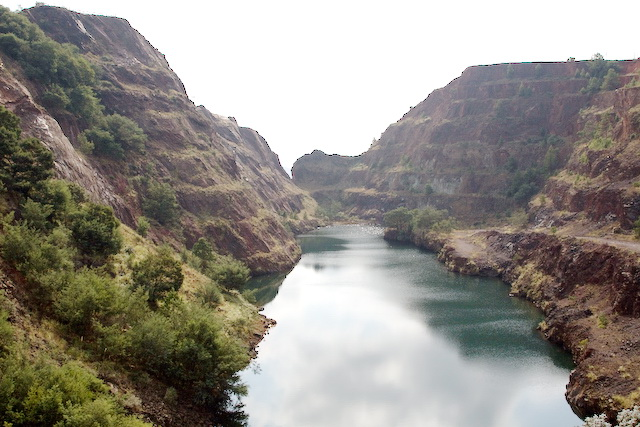
ングウェニャ鉱山

エスワティニの条約批准は2005年のことで、暫定リストには
- ングウェニャ鉱山群（Ngwenya Mines, 2008年記載）

のみが記載されている。

### コモロ

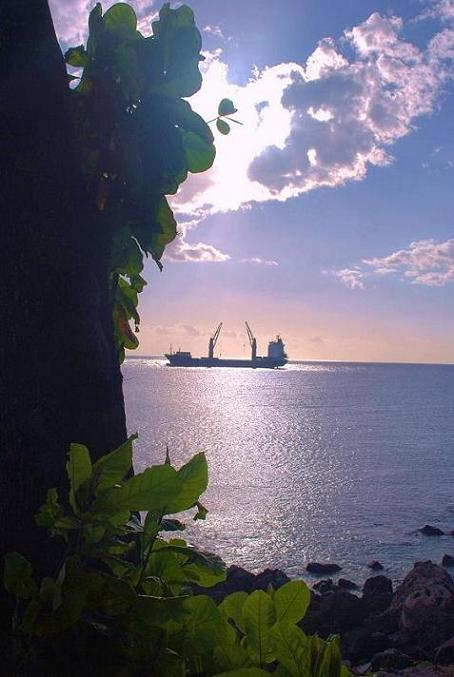
コモロの景観

コモロの条約批准は2000年のことで、暫定リストには
- コモロ諸島の海洋生態系（Ecosystèmes Marins de l'Archipel des Comores）
- コモロ諸島の陸上生態系と文化的景観（Ecosystèmes terrestres et paysage culturel de l'Archipel des Comores）
- コモロの歴史的スルタン領地（Sultanats Historiques des Comores）
- 月の島々の香料プランテーションの文化的景観（Paysage Culturel des Plantations à Parfums des Iles de la Lune）

の4件が記載されている（いずれも2007年の記載）。

### サントメ・プリンシペ

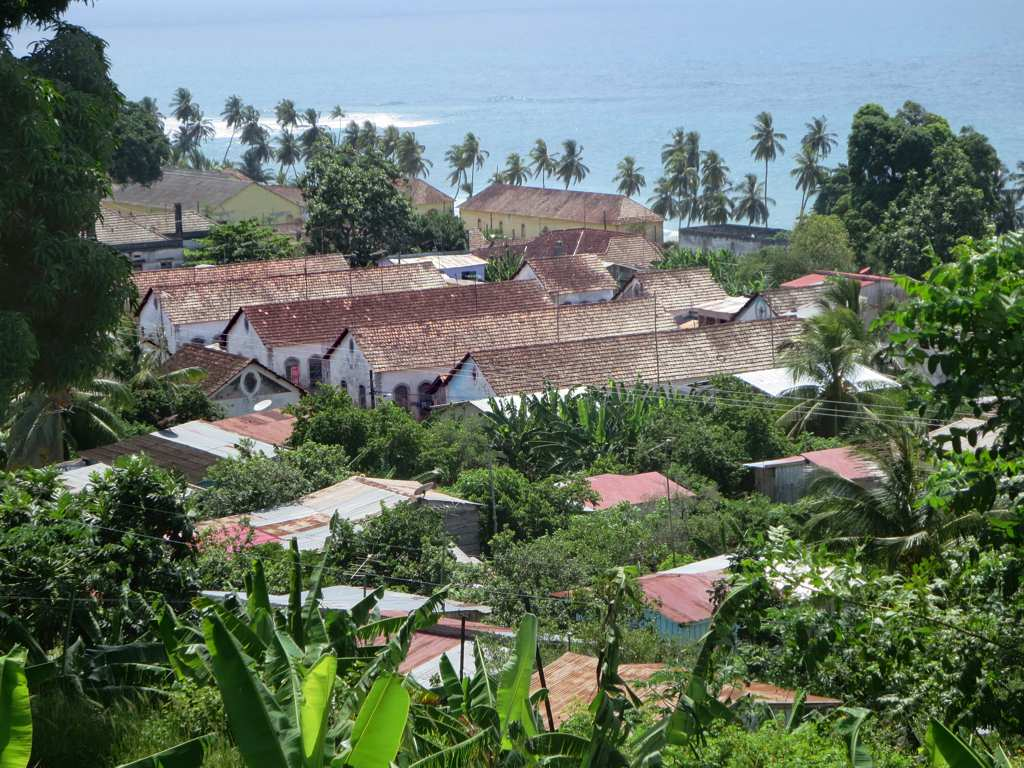
アグア・イゼ農園

サントメ・プリンシペは2006年に条約を批准した。暫定リストには、
- サントメ・プリンシペのモンティ・カフェ（英語版）、アグア・イゼ（英語版）およびスンディ（英語版）の農園群（Les roças de Monte Café, Agua-lzé e Sundy de São Tomé e Príncipe）
- サントメ・プリンシペの火山島群（Îles volcaniques de Sao Tomé et Principe）

の2件が記載されている（いずれも2023年記載）。

### ジブチ

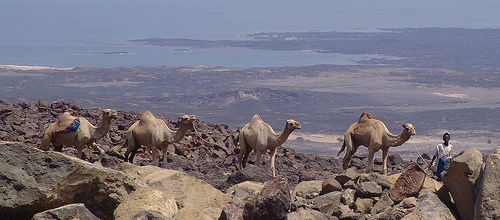
アッサル湖

ジブチの条約批准は2007年のことで、暫定リストには
- 墳丘群（Les Tumulus (Awellos)）
- アブルマの岩面彫刻（Les Gravures Rupestre d’Abourma）
- ジブチ市の歴史的都市景観群とその独特の建造物群（Le paysage urbain historique de la ville de Djibouti et ses bâtiments spécifiques）
- アッサル湖（Le Lac Assal）
- ムシャ島とマスカリ島（Les îles Moucha et Maskali）
- オボック地方の自然景観群（Les paysages naturels de la région d’Obock）
- デ森林自然公園（Le Parc National de la forêt du Day）
- アサモの陸上自然保護地域（Aire naturelle terrestre protégée d’Assamo）
- ジャレロの自然保護地域（Aire naturelle protégée de Djalélo）
- アベ湖 : その自然景観、天然記念物および生態系（Lac Abbeh : son paysage culturel, ses monuments naturels et son écosystème）

の10件が記載されている（記載はいずれも2015年）。

### 赤道ギニア
赤道ギニアの条約批准は2010年のことだが、暫定リストには1件も記載されていない。

### ソマリア
ソマリアの条約批准は2020年のことで、暫定リストには1件も記載されていない。

### ブルンジ

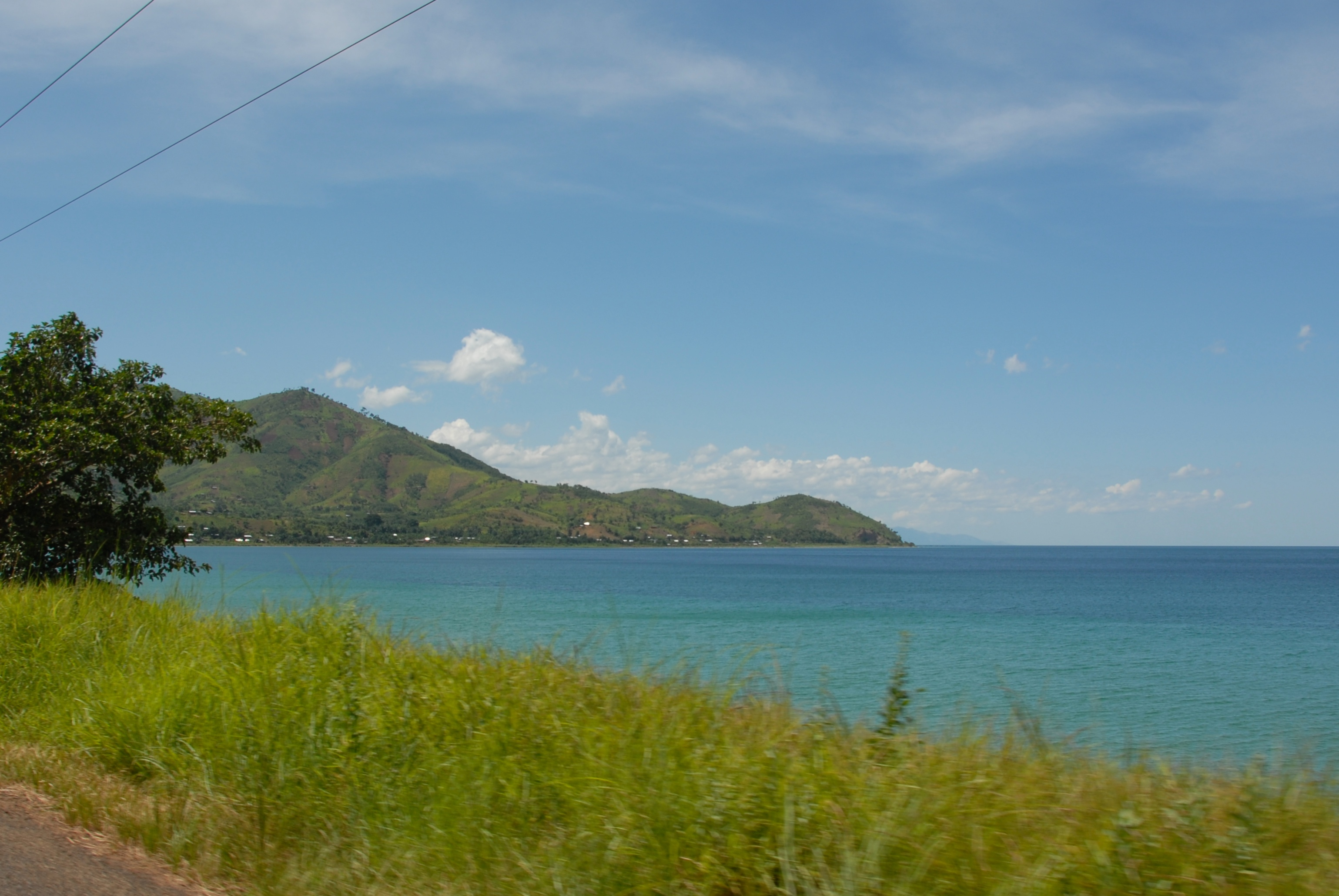
タンガニーカ湖

ブルンジの条約批准は1982年のことで、暫定リストには
- ブルンジの王宮 : ギショラの事例（La résidence royale du Burundi : Le cas de Gishora）
- ムガンバの伝統的居住形態（Le rugo traditionnel du Mugamba）
- ムランヴィヤ、ンポツァ、ンキコ＝ムガンバの聖なる自然景観群（Les paysages naturels sacrés de Muramvya, de Mpotsa et de Nkiko-Mugamba）
- ナイル川最南端の源流ガスモ（Gasumo, la source la plus méridionale du Nil）
- 鳥たちの湖ルウィインダ（Rwihinda, lac aux oiseaux）
- タンガニーカ湖（Le lac Tanganyika）
- ルシジ自然保護区（La réserve naturelle de la Rusizi）
- キビラ自然公園（Le parc national de la Kibira）
- ルヴブ自然公園（Le parc national de la Ruvubu）
- カレラの瀑布群とニャカズ断層（Les chutes de la Karera et la faille de Nyakazu）

の10件が記載されている（いずれも2007年の記載）。

### 南スーダン

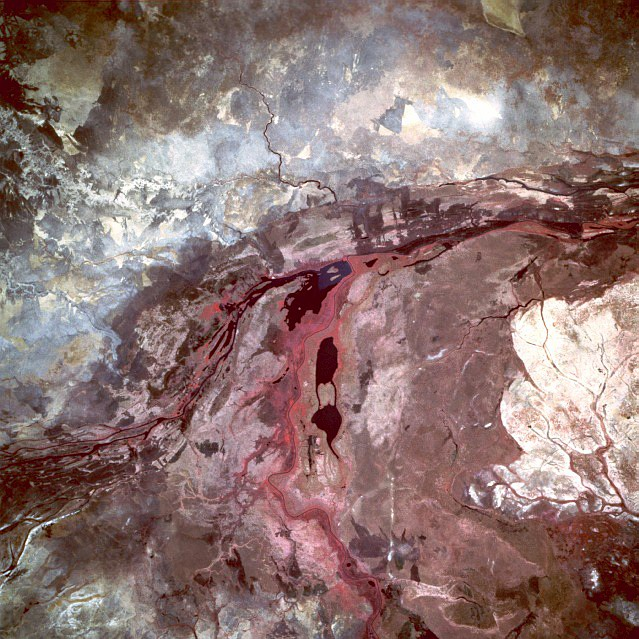
スッド湿地

南スーダンは2016年に条約を批准し、暫定リストには、
- デイム・ズベイル – 奴隷の道の遺跡（Deim Zubeir – Slave route site, 2017年記載）
- スッド湿地（Sudd wetland, 2017年記載）
- ボマ＝バンディンギロの渡り鳥の景観（Boma-Badingilo Migratory Landscape (Contiguous site), 2017年記載）

以下の3件が記載されている。

### リベリア
リベリアの条約承認は2002年で、暫定リストには
- ニンバ山厳正自然保護区（拡大）（Mount Nimba Strict Reserve (extension), 2017年）
  - この世界遺産は2018年時点ではコートジボワールとギニアの世界遺産。
- プロヴィデンス島（Providence Island, 2017年記載）

の2件が記載されている。

## オセアニア
オセアニアには、オーストラリア（1981年初登録）、ニュージーランド（1990年初登録）といった国があるのに対し、条約の締約自体が2000年代になってからだった国が多くある。未登録国はすべてそうした国々である。

### クック諸島
クック諸島の条約批准は2009年のことだが、暫定リストには1件も記載されていない。

### サモア

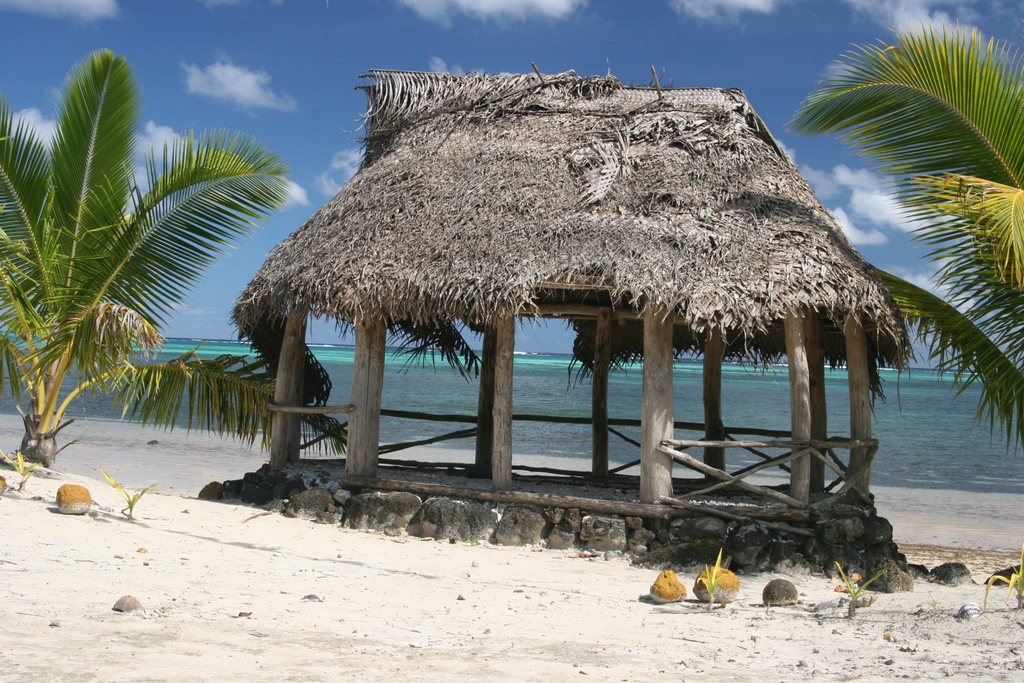
マノノ

サモアの条約承認は2000年のことで、暫定リストには
- ファガロア湾＝ウアファト・ティアヴェア保全地域（Fagaloa Bay - Uafato Tiavea Conservation Zone）
- マノノ、アポリマ、ヌウロパの文化的景観（Manono, Apolima and Nuulopa Cultural Landscape）

の2件が記載されている（いずれも2006年の記載）。

### ツバル
ツバルの条約承認は2023年のことだが、暫定リストには1件も記載されていない。

### トンガ
トンガの条約承認は2004年のことで、暫定リストには
- トンガ王国の旧都群（The Ancient Capitals of the Kingdom of Tonga）
- ラピタ土器の考古遺跡群（Lapita Pottery Archaeological Sites (A National Serial Site for consideration as the Kingdom of Tonga’s contribution to a transnational serial site listing)）

の2件が記載されている（いずれも2007年の記載）。

### ナウル
ナウルの条約批准は2024年のことだが、暫定リストには1件も記載されていない。

### ニウエ
ニウエの条約承認は2000年のことだが、暫定リストには1件も記載されていない。

## 北・中央アメリカ
北アメリカの2か国（アメリカ、カナダ）は、1978年に世界遺産が最初に登録された時点からの登録国であった。中央アメリカの未登録国はすべてカリブ海の島嶼国家である。

### グレナダ

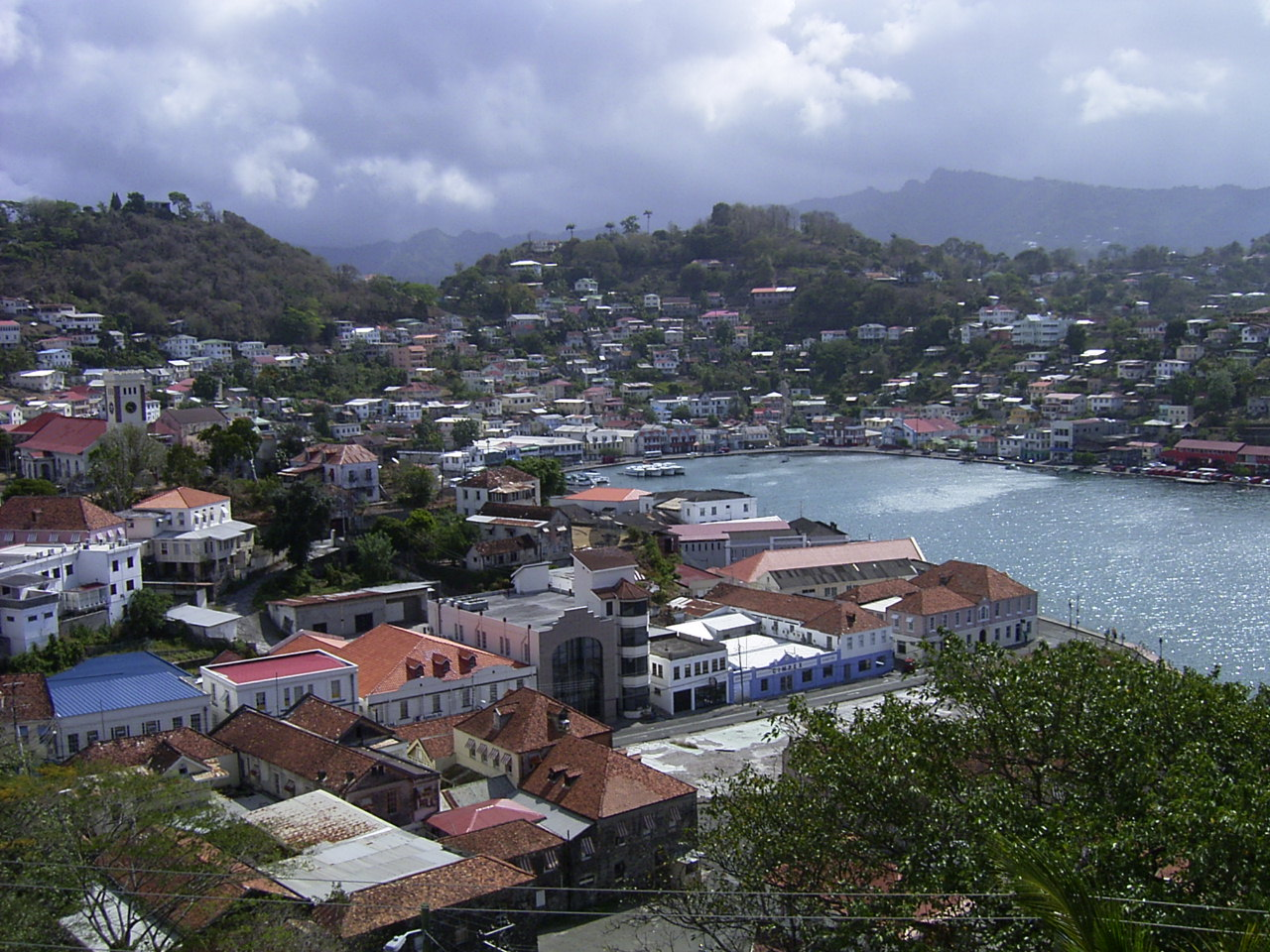
セントジョージズの町並み

グレナダの条約承認は1998年のことで、暫定リストには
- セントジョージズの歴史地区（St. George Historic District, 2004年記載）
- セントジョージズの防塞機構（St. George Fortified System, 2004年記載）
- グレナディーン諸島（Grenadines Island Group, 2013年記載）

の3件が記載されている。

### セントビンセント・グレナディーン
セントビンセント・グレナディーンの条約批准は2003年のことで、暫定リストには
- セントビンセント・グレナディーンの岩絵（Rock Art of St. Vincent and the Grenadines）
- ラ・スフリエール国立公園（The La Soufrière National Park）
- グレナディーン諸島（Grenadines Island Group）

の3件が記載されている（いずれも2012年の記載）。なお、グレナディーン諸島はグレナダと共有する記載物件である。

### トリニダード・トバゴ

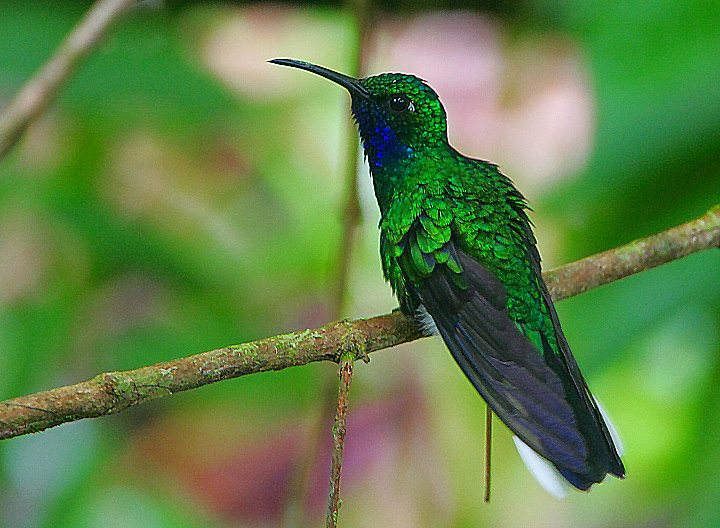
トバゴ・メイン・リッジ森林保護区に生息する鳥

トリニダード・トバゴの条約批准は2005年のことで、
- バンワリ・トレイス考古遺跡（Banwari Trace Archaeological Site）
- ラ・ブレアのピッチ湖（La Brea Pitch Lake）
- トバゴ・メイン・リッジ森林保護区（Tobago Main Ridge Forest Reserve）

の3件が記載されている（いずれも2011年の記載）。 

### バハマ
バハマの条約批准は2014年のことで、暫定リストには
- バハマの歴史的灯台群（Historic Lighthouses of The Bahamas）
- イナグア国立公園（The Inagua National Park）

の2件が記載されている（いずれも2015年の記載）。

## 南アメリカ
南アメリカでは、ガイアナ以外の全ての国が20世紀のうちに登録国になっていた。

### ガイアナ

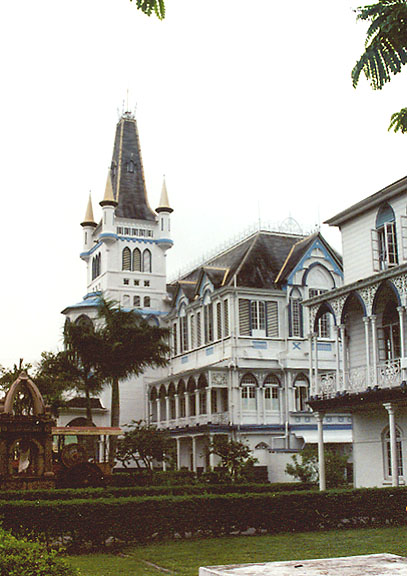
ジョージタウン市庁舎

ガイアナの条約承認は1977年で、南アメリカ大陸では3番目に早い参加だった。その暫定リストには、
- 聖公会のセント・ジョージ大聖堂（St. Georges Anglican Cathedral , 1995年記載）
- ゼーランディア要塞（Fort Zeelandia (including Court of Policy Building), 1995年記載）
- ジョージタウン市庁舎（City Hall, Georgetown, 1995年記載）
- エセキボ海岸のシェル・ビーチ（アーモンド・ビーチ）（Shell Beach (Almond Beach) Essequibo Coast, 1995年記載）
- ジョージタウンのプランテーション構造物と歴史的建造物群（Georgetown's Plantation Structure and Historic Buildings, 2005年記載）

の5件が記載されている。

## ヨーロッパ
ヨーロッパでは、2004年にアイスランドとアンドラ、2005年にモルドバとボスニア・ヘルツェゴビナ、2008年にサンマリノが登録国になったことで、未登録国はモナコ一国のみとなった。

### モナコ
モナコの条約批准は1978年のことで、ヨーロッパでは9番目の早さだった。この国の暫定リスト記載物件は、以下の1件である。
- 地中海のアルプス山脈（Les Alpes de la Méditerranée, 2017年記載）

これは、イタリアおよびフランスと共有する暫定リスト記載物件である。第43回世界遺産委員会で推薦されたが、不登録勧告を受けて取り下げられた。